# Manuel Sánchez Cuesta

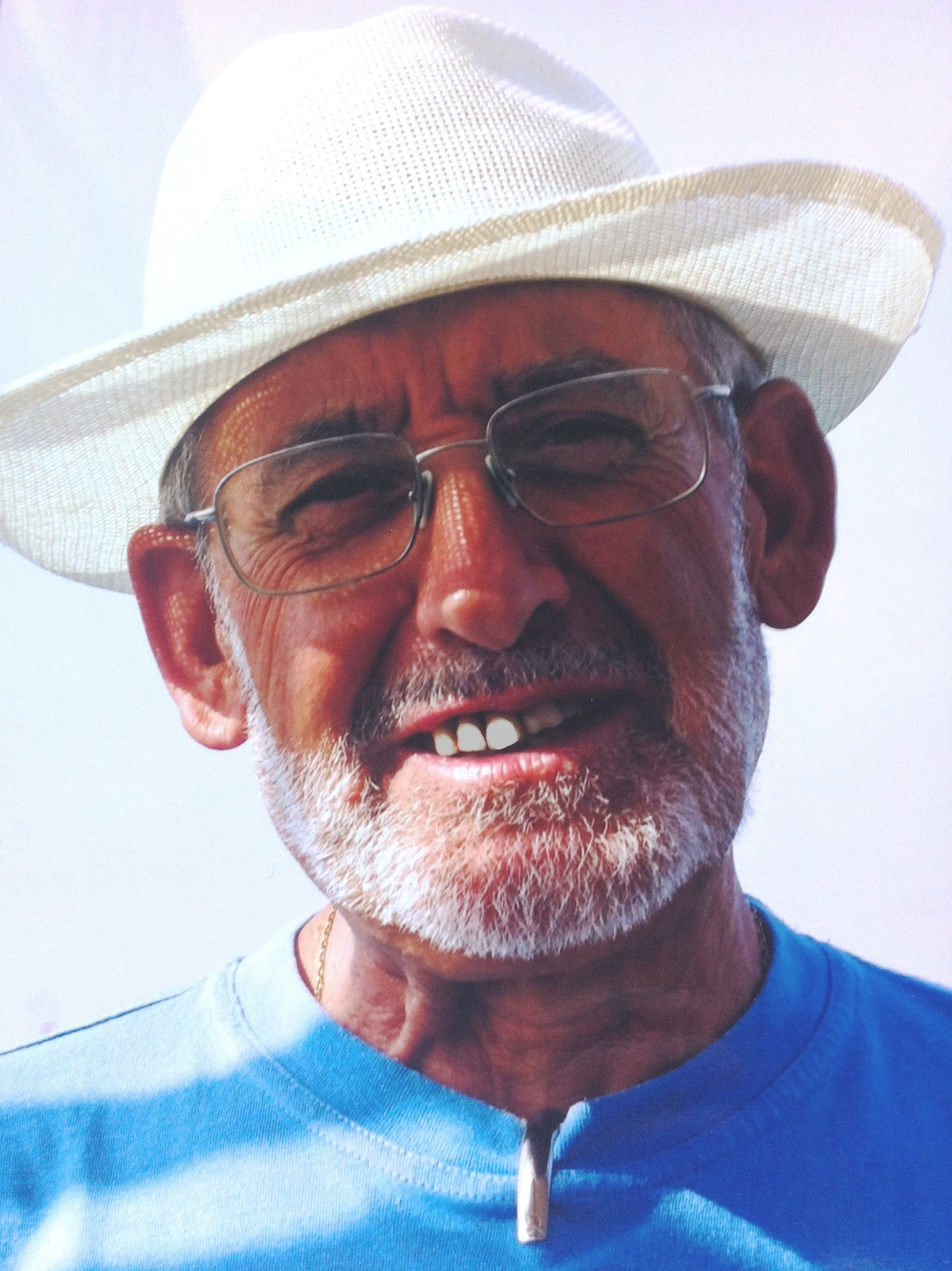
Manuel Sánchez Cuesta
Spanischer Philosoph und Literar

Manuel Sánchez Cuesta (* 13. Mai 1942 in Salamanca) ist ein Philosoph, Ethiker und Humanist.
Er studierte in der Universidad de Salamanca, Universidad Complutense de Madrid, Universität Heidelberg und Päpstliche Universität Heiliger Thomas von Aquin in Rom. Er ist Doktor der Philosophie. Seit 1991 ist er Professor der Ethik an der Universidad Complutense de Madrid. Auch hat er Logik an derselben Universität, spanische Literatur und spanische Geschichte der Philosophie an der Universität Heidelberg sowie Ethik an der Päpstlichen Katholischen Universität von Puerto Rico unterrichtet. Neben anderen Publikationen hat er regelmäßig über Ethik und Politik im Diario 16, der Zeitschrift Acontecimiento und dem Magazin El Médico geschrieben.

## Intellektuelles Profil
Seine Forschung hat die Bereiche der Logik, der Geschichte der Philosophie sowie, insbesondere, die Ethik zum Gegenstand.
Im existenziell-personalistischen Humanismus von Sánchez Cuesta steht die Alltäglichkeit im Zentrum seiner ethischen Reflexion. Es ist die Alltäglichkeit, in welcher jedem Menschen in unbestimmter und ständiger Anzahl Optionen frei eröffnen.  Dabei handelt es sich um eine einzigartige Möglichkeit, nicht nur ein erstrebtes Ziel zu erreichen, sondern es auch tugendhaft zu erschließen.
“Wem es gelingt - schreibt Agapito Maestre (übersetzt) – sein alltägliches Leben tugendhaft zu leben, und dies und kein anderer ist der therapeutische Wert dieses Werkes, [Anm.: jenes von Sánchez Cuesta], dem wird es gelungen sein, das carpe diem der Klassiker wahr werden zu lassen”. Über das Werk La ética de los griegos schreibt José Miguel Marinas (übersetzt): “Und hierin besteht die größte Attraktion einer eleganten Arbeit von einfacher Erscheinung: es ist der Text eines freien Mannes, der sich an erwachsene Leser richtet”.

## Publikationen

### Werke
- La nueva matemática. Marsiega, Madrid 1973, ISBN 84-7103-030-6.
- La nueva Lógica. Marsiega, Madrid 1974, ISBN 84-7103-075-6.
- Fábula íntima del Libertador J. N. (Novela-Ensayo). Andrómeda, Madrid 1988, ISBN 84-86181-23-2.
- Cinco visiones de hombre. 2. Auflage. Visor Libros-Fundación LOEWE, Madrid 2013, ISBN 978-84-9895-699-3.
- La ética de los griegos. Ediciones Clásicas, Madrid 2001, ISBN 84-7882-478-2.
- Ética para la vida cotidiana. 2. Auflage. Ediciones del Orto, Madrid 2004, ISBN 84-7923-343-5.
- Preguntas éticas fundamentales. 2. Auflage. Ediciones del Orto, Madrid 2013, ISBN 978-84-7923-494-2.

### Abfassungen
- Miguel de Unamuno. Epistolario y hermenéutica. IN: Revista de Filosofía. nº 10, 1993, Universidad Complutense, Madrid, ISSN 0214-4921.
- El hombre como ser-proyecto, objeto formal de la antropología filosófica. In: Anales del Seminario de Historia de la Filosofía. nº Extra, 1996, Universidad Complutense, Madrid, ISSN 0211-2337.
- Moralidad y escatología en Unamuno. IN: Ética y Sociología. Estudios en memoria del Profesor José Todolí Duque. Ed. San Esteban, Salamanca 2000, ISBN 84-8260-075-3.
- ¿Dónde están los filósofos? Hacia una filosofía como experiencia moral. In: La sociedad ante los nuevos desafíos. Colección Pensamiento y Sociedad-Aula Universitaria. Caja de Burgos, Burgos 2003, ISBN 84-87152-86-4.
- Tras los pasos de Unamuno, Ortega y Séneca. In: J.M. Beneyto y J.A. González Fuentes (Hrsg.): María Zambrano. La visión más transparente. Trotta-Fundación Carolina, Madrid 2004, ISBN 84-8164-703-9.
- María Zambrano y su tiempo. Notas para una biografía político-filosófica. In: Revista “METAPOLÍTICA”. México, (Vol. 8, nº 34, Marzo-Abril), 2004, ISSN 1405-4558.
- Unamuno, reescritura filosófica del Quijote. In: Huellas de Don Quijote. La presencia cultural de Cervantes. Instituto de Humanidades Ángel Ayala-CEU, Madrid 2005, ISBN 84-86117-22-4.
- Lo religioso y lo filosófico en Julián Marías. In: Revista “PAIDEIA”. Madrid, nº 78, (Enero-Abril), 2007, ISSN 0214-7300.
- En el laberinto de la existencia. (Monólogo dialogado), México, Transatlántica de Educación, Nº 11, Julio-Diciembre, 2012, NIPO: 030-13-137-8